# Marino Riccardi
Marino Riccardi (Serravalle, 9 luglio 1958) è un politico sammarinese, capitano reggente per tre mandati.

## Biografia
Marino Riccardi è nato a Serravalle nel 1958 ed è diplomato in ragioneria. 
Iniziò l'attività politica nel 1972 all'interno del Partito Comunista, mutato nel tempo fino all'attuale Partito dei Socialisti e dei Democratici in cui ha servito come membro della segreteria politica. È stato capitano reggente per le prime due volte a cavallo tra il 1991 e il 1992, con Edda Ceccoli, e tra aprile e ottobre 2004, con Paolo Bollini. 
È stato il presidente delle Commissioni Finanze, nel 2000, e Territorio, e vicepresidente presso l'Unione interparlamentare. Ha ricoperto il ruolo di membro supplente all'Assemblea parlamentare del Consiglio d'Europa (APCE), dapprima dal 15 maggio del 2000 fino al 24 settembre 2001 e in un secondo mandato dal 3 settembre 2002 al 27 gennaio 2003; è stato in carica da tale data come rappresentante dell'APCE fino al 26 gennaio 2004.
È stato membro del Consiglio Grande e Generale e della XXVI legislatura come segretario di Stato per il territorio e l'ambiente. Tra l'ottobre 2016 e l'aprile del 2017 ha occupato per la terza volta la reggenza della Repubblica, in coppia con Fabio Berardi. 

## Vita privata
È il padre di Dalibor Riccardi.